# Clu Gulager
William Martin Gulager, noto come Clu Gulager (Holdenville, 16 novembre 1928 – Los Angeles, 5 agosto 2022), è stato un attore e regista statunitense.
È particolarmente noto per il ruolo di Billy the Kid nella serie televisiva The Tall Man (1960-1962) e per il ruolo dello sceriffo Emmett Ryker nella serie televisiva Il virginiano (1963-1968). Nel 1985 è stato protagonista del cult movie Il ritorno dei morti viventi.

## Biografia
Nato a Holdenville nella contea di Hughes, Oklahoma, figlio di John Gulager, cowboy e attore di Broadway. Aveva origini cherokee native americane. Attraverso la sua nonna paterna, Gulager era un cugino di Will Rogers. Il suo soprannome gli fu dato dal padre per le rondine (note in inglese come clu-clu birds o martins come il suo secondo nome) che nidificavano a casa Gulager al momento della sua nascita. 
Studiò presso la Northeastern State University a Tahlequah, Oklahoma, e successivamente alla Baylor University di Waco, Texas. Dal 1946 al 1948 servì il United States Marine Corps. Decise di diventare attore e studiò teatro sperimentale a Parigi con Étienne Decroux, maestro di Marcel Marceau.

### Carriera
Iniziò la sua carriera verso la fine degli anni 1950 firmando un contratto come attore per la Universal. Intraprese una lunga gavetta televisiva, prendendo parte a serie televisive come Ricercato vivo o morto, Have Gun - Will Travel, Laramie, Gli intoccabili e molte altre. All'inizio degli anni 1960 diventò famoso per il ruolo di Billy the Kid nella serie televisiva The Tall Man. Il suo debutto cinematografico avvenne nel film Contratto per uccidere (1964), che lo vide recitare al fianco di Lee Marvin, Angie Dickinson e John Cassavetes.
Dal 1963 al 1968 interpretò il ruolo dello sceriffo Emmett Ryker nella serie televisiva Il virginiano. Nel 1971 recitò ne L'ultimo spettacolo di Peter Bogdanovich, candidato a otto premi Oscar. Nel 1969 diresse il cortometraggio A Day with the Boys che fu candidato alla Palma d'oro per il miglior cortometraggio al Festival di Cannes.
Tra gli anni 1970 e 1980 fu guest star di popolari serie TV, tra cui Bonanza, CHiPs, Automan e Supercar. Nel 1985 ebbe un cameo nel film di John Landis Tutto in una notte. L'anno seguente recitò nella miniserie Nord e Sud II, continuazione di Nord e Sud.

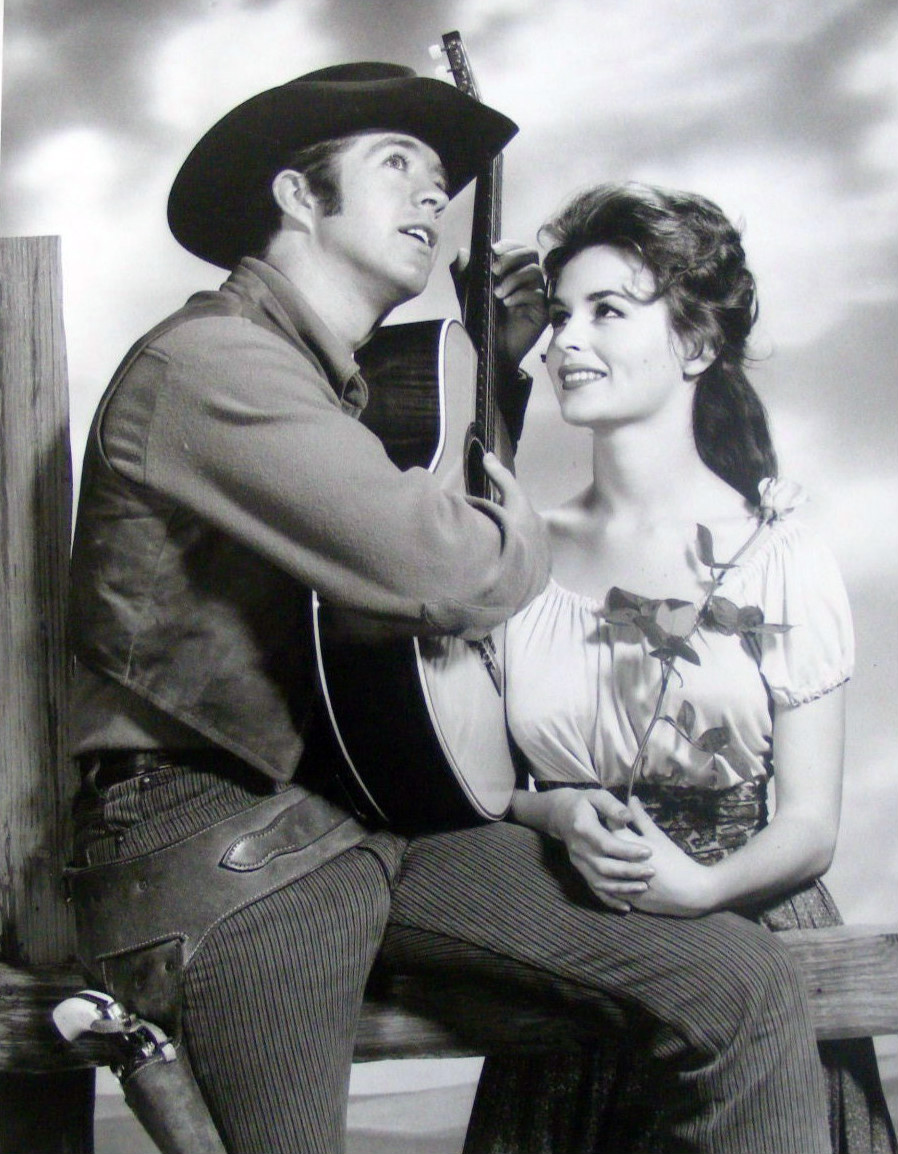
Gulager con Marianna Hill in The Tall Man.

Dalla metà degli anni 1980 iniziò a recitare in B movie e pellicole di genere horror, come Il ritorno dei morti viventi, Nightmare 2 - La rivincita, Il villaggio delle streghe e L'alieno. Dal 2005 recitò in vari film diretti da suo figlio John, tra cui Feast e successivi sequel, e Piranha 3DD.

### Vita privata
Nel 1952 sposò l'attrice Miriam Byrd Nethery. Il matrimonio durò per oltre 50 anni fino alla morte di lei, avvenuta nel 2003 per un cancro. La coppia ebbe due figli, Tom e John Gulager, entrambi attori e registi.
È morto a Los Angeles per cause naturali il 5 agosto 2022, all'età di 93 anni.

## Filmografia parziale

### Cinema
- Contratto per uccidere (The Killers), regia di Don Siegel (1964)
- I pascoli dell'altopiano (And Now Miguel), regia di James B. Clark (1966)
- Indianapolis, pista infernale (Winning), regia di James Goldstone (1969)
- L'ultimo spettacolo (The Last Picture Show), regia di Peter Bogdanovich (1971)
- È una sporca faccenda, tenente Parker! (McQ), regia di John Sturges (1974)
- L'altra faccia di mezzanotte (The Other Side of Midnight), regia di Charles Jarrott (1977)
- La polvere degli angeli (A Force of One), regia di Paul Aaron (1979)
- The initiation - Rito Mortale (The Initiation), regia di Larry Stewart (1984)
- Tutto in una notte (Into the Night), regia di John Landis (1985)
- Il ritorno dei morti viventi (The Return of the Living Dead), regia di Dan O'Bannon (1985)
- Omicidio in 35mm (Lies), regia di Jim Wheat e Ken Wheat (1985)
- Nightmare 2 - La rivincita (A Nightmare on Elm Street Part 2: Freddy's Revenge), regia di Jack Sholder (1985)
- Hunter's Blood, regia di Robert C. Hughes (1986)
- Il villaggio delle streghe (The Offspring), regia di Jeff Burr (1987)
- Brivido d'estate (Summer Heat), regia di Michie Gleason (1987)
- L'alieno (The Hidden), regia di Jack Sholder (1987)
- Scappa, scappa... poi ti prendo! (I'm Gonna Git You Sucka), regia di Keenen Ivory Wayans (1988)
- College per vampiri (Teen Vamp), regia di Samuel Bradford (1988)
- Tapeheads - Teste matte (Tapeheads), regia di Bill Fishman (1988)
- The Willies, regia di Brian Peck (1990)
- Eddie Presley, regia di Jeff Burr (1992)
- Giocattoli assassini - Scontro finale (Puppet Master 5: The Final Chapter), regia di Jeff Burr (1994)
- Feast, regia di John Gulager (2005)
- Feast 2: Sloppy Seconds, regia di John Gulager (2008)
- Feast III: The Happy Finish, regia di John Gulager (2009)
- Piranha 3DD, regia di John Gulager (2012)
- Tangerine, regia di Sean Baker (2015)
- Blue Jay, regia di Alex Lehmann (2016)
- Give Till It Hurts, regia di Thomas L. Callaway (2018)
- C'era una volta a... Hollywood (Once Upon a Time in... Hollywood), regia di Quentin Tarantino (2019)

### Televisione
- The Alcoa Hour – serie TV, episodio 2x26 (1957)
- West Point – serie TV, episodio 1x33 (1957)
- Playhouse 90 – serie TV, 2 episodi (1959)
- Westinghouse Desilu Playhouse – serie TV, episodio 2x02 (1959)
- Ricercato vivo o morto (Wanted: Dead or Alive) – serie TV, episodio 1x32 (1959)
- The Lawless Years – serie TV, 1 episodio (1959)
- Have Gun - Will Travel – serie TV, episodio 2x32 (1959)
- Laramie – serie TV, 1 episodio (1959)
- Lo sceriffo indiano (Law of the Plainsman) – serie TV, episodio 1x04 (1959)
- Gli intoccabili (The Untouchables) – serie TV, 2 episodi (1959)
- The Deputy – serie TV, 2 episodi (1959-1960)
- Alfred Hitchcock presenta (Alfred Hitchcock Presents) – serie TV, 2 episodi (1959-1960)
- La parola alla difesa (The Defenders) – serie TV, 1 episodio (1961)
- Whispering Smith – serie TV, episodio 1x03 (1961)
- The Tall Man – serie TV, 65 episodi (1960-1962)
- L'ora di Hitchcock (The Alfred Hitchcock Hour) – serie TV, episodio 1x06 (1962)
- The Crisis – serie TV, 1 episodio (1964)
- Il dottor Kildare (Dr. Kildare) – serie TV, 2 episodi (1964)
- Carovane verso il West (Wagon Train) – serie TV, 5 episodi (1959-1964)
- Il virginiano (The Virginian) – serie TV, 104 episodi (1963-1968)
- Reporter alla ribalta (The Name of the Game) – serie TV, 2 episodi (1968–1971)
- San Francisco International Airport - serie TV, 6 episodi (1970)
- F.B.I. (The F.B.I.) – serie TV, 2 episodi (1971)
- Truman Capote: la corruzione il vizio e la violenza (The Glass House), regia di Tom Gries – film TV (1972)
- Mod Squad, i ragazzi di Greer (The Mod Squad) – serie TV, 1 episodio (1972)
- Bonanza - serie TV, episodio 14x09 (1972)
- I nuovi medici (The Bold Ones: The New Doctors) – serie TV, 2 episodi (1972)
- Kung Fu – serie TV, 1 episodio (1973)
- Ironside – serie TV, 3 episodi (1968-1973)
- Difesa a oltranza (Owen Marshall, Counselor at Law) – serie TV, 1 episodio (1974)
- Shaft – serie TV, 1 episodio (1974)
- Uno sceriffo a New York (McCloud) – serie TV, 1 episodio (1975)
- Cannon – serie TV, 3 episodi (1971-1975)
- Le strade di San Francisco (The Streets of San Francisco) – serie TV, 1 episodio (1975)
- Sulle strade della California (Police Story) – serie TV, 2 episodi (1974-1975)
- Ellery Queen - serie TV, episodio 1x16 (1976)
- Barnaby Jones – serie TV, 2 episodi (1973-1976)
- Hawaii Squadra Cinque Zero (Hawaii Five-O) – serie TV, 2 episodi (1972-1976)
- Militari di carriera (Once an Eagle) – miniserie TV, 4 episodi (1976)
- Alla conquista dell'Oregon (The Oregon Trail) – serie TV, episodio 1x05 (1977)
- Quincy (Quincy, M.E.) – serie TV, 1 episodio (1982)
- CHiPs – serie TV, 1 episodio (1982)
- Automan – serie TV, 1 episodio (1983)
- Supercar (Knight Rider) – serie TV, 1 episodio (1985)
- Il falco della strada (Street Hawk) – serie TV, 1 episodio (1985)
- Riptide – serie TV, 1 episodio (1985)
- Magnum, P.I. – serie TV, 1 episodio (1986)
- Professione pericolo (The Fall Guy) – serie TV, 3 episodi (1982-1986)
- Nord e Sud II (North and South, Book II) – miniserie TV, 6 episodi (1986)
- Simon & Simon – serie TV, 1 episodio (1986)
- La signora in giallo (Murder, She Wrote) – serie TV, 3 episodi (1985-1987)
- MacGyver – serie TV, 1 episodio (1988)
- Walker Texas Ranger – serie TV, 1 episodio (1995)
- La signora del West (Dr. Quinn, Medicine Woman) – serie TV, 1 episodio (1996)

## Doppiatori italiani
Nelle versioni in italiano delle opere in cui ha recitato, Clu Gulager è stato doppiato da:
- Massimo Turci in Contratto per uccidere
- Luciano De Ambrosis in Ellery Queen
- Cesare Barbetti in Il ritorno dei morti viventi
- Giorgio Lopez in Nightmare 2 - La rivincita
- Gianni Bonagura in L'alieno
- Dante Biagioni ne La signora in giallo (ep. 2x08)
- Silvio Anselmo ne La signora in giallo (ep. 4x04)
- Maurizio Scattorin in Piranha 3DD
- Antonello Fassari in C'era una volta a... Hollywood
- Saverio Indrio in La signora in giallo (ep. 1x21)
- Massimo De Ambrosis in L'ultimo spettacolo (ridoppiaggio)